# Кейсі (Південна Кароліна)
Кейсі (англ. Cayce) — місто (англ. city) в США, в округах Лексінгтон і Ричленд штату Південна Кароліна. Населення — 13 781 особа (2020).

## Географія
Кейсі розташоване за координатами 33°56′54″ пн. ш. 81°2′18″ зх. д. / 33.94833° пн. ш. 81.03833° зх. д. (33.948205, -81.038234).  За даними Бюро перепису населення США в 2010 році місто мало площу 45,11 км², з яких 43,12 км² — суходіл та 1,99 км² — водойми.

## Демографія
Згідно з переписом 2010 року, у місті мешкало 12 528 осіб у 5354 домогосподарствах у складі 2937 родин. Густота населення становила 278 осіб/км².  Було 5834 помешкання (129/км²).
Расовий склад населення:
| - 68,0 % — білих - 25,1 % — чорних або афроамериканців - 1,9 % — азіатів - 0,4 % — корінних американців - 0,1 % — вихідців з тихоокеанських островів - 2,3 % — осіб інших рас |

До двох чи більше рас належало 2,1 %. Частка іспаномовних становила 4,3 % від усіх жителів.
За віковим діапазоном населення розподілялося таким чином: 18,6 % — особи молодші 18 років, 67,4 % — особи у віці 18—64 років, 14,0 % — особи у віці 65 років та старші. Медіана віку мешканця становила 34,9 року. На 100 осіб жіночої статі у місті припадало 92,1 чоловіків;  на 100 жінок у віці від 18 років та старших — 88,7 чоловіків також старших 18 років.
Середній дохід на одне домашнє господарство  становив 56 043 долари США (медіана — 43 452), а середній дохід на одну сім'ю — 66 617 доларів (медіана — 54 913). Медіана доходів становила 35 522 долари для чоловіків та 37 077 доларів для жінок. За межею бідності перебувало 23,3 % осіб, у тому числі 22,6 % дітей у віці до 18 років та 7,9 % осіб у віці 65 років та старших.
Цивільне працевлаштоване населення становило 6794 особи. Основні галузі зайнятості: освіта, охорона здоров'я та соціальна допомога — 26,4 %, мистецтво, розваги та відпочинок — 14,3 %, роздрібна торгівля — 14,2 %.